# Tadeusz Słodyczka
Tadeusz Słodyczka (ur. 1954 w Dukli) – polski lutnik, propagator lutnictwa.

## Życiorys
W 1974 ukończył Technikum Budowy Instrumentów Lutniczych w Nowym Targu i tego samego roku zatrudnił się w Dolnośląskiej Fabryce Instrumentów Lutniczych w Lubinie. Budował najpierw gitary, a następnie instrumenty smyczkowe. Od 1984 rozpoczął samodzielna pracę. Odbył praktyki u takich lutników jak: Franciszek Marduła (Zakopane), Volker Blay (Dortmund), Joseph Kun (Ottawa) i Gio Batta Morassi (Cremona). Ukończył też kursy dla rzeczoznawców. Do 2016 wykonał około 270 instrumentów (200 skrzypiec, 60 altówek, 10 wiolonczel, jedną amorkę i dwa smyczki). Był jurorem konkursów krajowych i międzynarodowych. W 2014 był przewodniczącym jury V Ogólnopolskiego Konkursu Lutniczego im. W. Kamińskiego w Poznaniu. W 2016 był jurorem na XIII Międzynarodowym Konkursie Lutniczym im. Henryka Wieniawskiego w Poznaniu. Zainicjował i był pierwszym prezenterem podczas cyklu spotkań Lutnictwo bez tajemnic. Za swoją działalność i osiągnięcia w 2004 roku został odznaczony Złotym Krzyżem Zasługi. Tadeusz Słodyczka wystąpił w filmie: „Skrzypce – osobliwości tworu doskonałego”, który powstał w trakcie XII Międzynarodowego Konkursu Lutniczego im. Henryka Wieniawskiego, który odbył się w 2011 r. w Poznaniu.

## Osiągnięcia

### Konkursy
- 1984: III nagroda i dwie IV nagrody za altówkę i skrzypce 1/2[6] - II Ogólnopolski Konkurs Lutniczy im. Zdzisława Szulca Poznań[7]
- 1986  finalista IX miejsca - VII Międzynarodowy Konkurs Lutniczy im. H. Wieniawskiego w Poznaniu[6]
- 1987  II nagroda (pierwszej nie przyznano) - Ogólnopolski Konkurs Lutniczy im. A. Stradivariego w Poznaniu[6]
- 1987  VI miejsce w kategorii altówek, VII miejsce w kategorii skrzypiec  II - Międzynarodowy Konkurs Lutniczy Sofia, Kazaluk[6]
- 1988  finalista: X miejsce w kategorii altówek - V  Międzynarodowy Konkurs Lutniczy im. A. Stradivariego w Cremonie[6]
- 1989  finalista: VII miejsce w kategorii altówek - II  Międzynarodowy Konkurs Lutniczy im. O. Nedbala w Hradec Kralove[6]
- 1989  finalista: VII miejsce w kategorii altówek - II  Międzynarodowy Konkurs Lutniczy w Mittenwaldzie[6]
- 1991  II nagroda oraz "Srebrny Wachlarz" - nagroda Tokijskiej Szkoły Lutniczej za najwyższe walory lutnicze skrzypiec, V miejsce, finał w kategorii skrzypiec - VIII Międzynarodowy Konkurs Lutniczy im. H. Wieniawskiego w Poznaniu[6]
- 1991  finalista: X miejsce w kategorii altówek - I Międzynarodowy Konkurs Lutniczy w Paryżu[6]
- 1993: I nagroda i złoty medal oraz wyróżnienie za najwyższe walory dźwiękowe i lutnicze skrzypiec, V miejsce, finał w kategorii altówek, nagroda specjalna Tokijskiej Szkoły Lutniczej "dla najlepszego lutnika konkursu"  (Praga, III Międzynarodowy Konkurs Lutniczy)[6]
- 1994 II nagroda i brązowy medal w kategorii altówek, VI miejsce oraz wyróżnienie za najwyższe walory skrzypiec II  Międzynarodowy Konkurs Lutniczy im. P. Czajkowskiego w Moskwie[6]
- 1994 II nagroda w kategorii altówek oraz dwa medale Związku Polskich Artystów Lutników za najwyższe walory lutnicze altówki i skrzypiec 3/4 - I Ogólnopolski Konkurs Lutniczy im. W. Kamińskiego w Poznaniu[6]
- 1994  finalista XII miejsca w kategorii skrzypiec - VII Międzynarodowy Konkurs Lutniczy im. A. Stradivariego w Cremonie [6]
- 1997 I i II nagroda w kategorii skrzypiec oraz złoty medal za najwyższe walory lutnicze skrzypiec[6]   (Nachod, Międzynarodowy Konkurs i Festiwal Lutniczy im. V. Metelky)
- 1998 I miejsce i złoty medal w kategorii altówek, V miejsce i udział w finale drugiej altówki, VII miejsce, udział w finale w kategorii skrzypiec, wyróżnienie za najwyższe walory dźwiękowe altówki oraz najwyższe walory lutnicze skrzypiec - III  Międzynarodowy Konkurs  Lutniczy im. P. Czajkowskiego w Moskwie[6]
- 2000  IX miejsce, finalista w kategorii skrzypiec - IX  Międzynarodowy Konkurs Lutniczy im. A. Stradivariego w Cremonie[6]
- 2002  V miejsce w kategorii wiolonczel,  nagroda pieniężna oraz srebrny medal Związku Lutników Rosyjskich za najwyżej ocenione walory lutnicze wiolonczeli - IV  Międzynarodowy Konkurs Lutniczy im. P. Czajkowskiego w Moskwie[6]
- 2004  II i III nagroda w kategorii skrzypiec, nagroda za najwyższe walory dźwiękowe skrzypiec - III Ogólnopolski Konkurs Lutniczy im. W. Kamińskiego w Poznaniu[6]
- 2007  III miejsce i brązowy medal w kategorii wiolonczel - V  Międzynarodowy Konkurs Lutniczy im. P. Czajkowskiego w Moskwie[6]
- 2009  III miejsce w kategorii skrzypiec - IV  Ogólnopolski Konkurs Lutniczy im. W. Kamińskiego w Poznaniu[6]
- 2012  IV nagroda w kategorii skrzypiec - Międzynarodowy Festiwal Lutniczy im. V. Metelky w Nachodzie[6]
- 2013: II nagroda, srebrny medal,[6]nagroda miasta Cremony za najwyższe walory dźwiękowe skrzypiec[1]-  V  Międzynarodowy Konkurs Lutniczy im. B. Warchala "Violino Arvenzis" w Dolnym Kubinie (Słowacja)[6]

### Wystawy
Prezentował instrumenty na około 25 wystawach, m.in.:
- Międzynarodowych Targach Instrumentów we Frankfurcie nad Menem (1980),
- wystawie Polska sztuka lutnicza w Filharmonii Narodowej (Warszawa, 1995)[1].

## Skrzypkowie
Na skrzypcach zbudowanych przez Tadeusza Słodyczkę grali między innymi:
- Krzysztof Jakowicz

- Agata Szymczewska

- Maria Włoszczowska

- Jarosław Nadrzycki

oraz inni w Polsce i za granicą.